# Mavi García
Margarita Victoria „Mavi“  García Cañellas (* 2. Januar 1984 in Marratxí) ist eine spanische Radrennfahrerin.

## Sportliche Laufbahn
Mavi García begann in jungen Jahren in ihrer Heimat auf Mallorca mit dem Rollkunstlauf und dem Laufen. Erst spät, mit Ende zwanzig, kam García dann zum Radfahren. Sie betrieb erfolgreich Duathlon unter anderem mit dem Sieg der spanischen Meisterschaften 2015 und einem zweiten und dritten Platz bei den Duathlon-Weltmeisterschaften auf der Kurzdistanz.
Ab 2015 stieg García auch in den Straßenradsport ein und fuhr für das spanische Team Bizkaia Durango, Duathlon betrieb sie zunächst parallel weiter. Bereits in ihrer zweiten Saison (2016) wurde sie spanische Meisterin im Straßenrennen. Sie gewann zudem die Vuelta a Burgos Feminas, die damals ein Rennen des nationalen Kalenders war. Ende 2017 wurde sie vom spanischen Movistar Team Women übernommen, womit sie sich verpflichtete, sich ganz dem Radsport zu widmen und das Laufen sowie die Duathlon-Bewerbe aufzugeben. García erwies sich als gute Bergfahrerin, was sie 2018 unter anderem mit einem 10. Platz bei Flèche Wallonne und einem 11. Platz beim Giro d’Italia Donne unter Beweis stellte.
2020 wechselte sie zum damaligen Alé BTC Ljubljana (heute UAE Team ADQ). Bei Strade Bianche, das aufgrund der Corona-Pandemie ausnahmsweise im August stattfand, lag sie, nachdem sie aus einer Ausreißergruppe attackiert hatte, 20 Kilometer vor dem Ziel drei Minuten vor ihren Verfolgerinnen und fünf Minuten vor dem Hauptfeld, musste dann jedoch der Hitze Tribut zollen. Sie wurde von Annemiek van Vleuten überholt und kam als Zweite ins Ziel. Dies war zugleich ihre erste Podiumsplatzierung in einem WorldTour-Rennen.
García wurde ab 2020 zu Spaniens führender Fahrerin, gewann viermal in Folge die spanischen Meisterschaften und erzielte zahlreiche vordere Platzierungen in Etappen und Gesamtklassements. Die Dominanz von Fahrerinnen wie Annemiek van Vleuten oder Demi Vollering verhinderte bessere Resultate für sie. Zu ihren bedeutendsten Erfolgen gehörten der Sieg beim Herbstklassiker Giro dell’Emilia Donne 2021, der dritte Platz im Giro d’Italia Donne 2022 sowie der Sieg beim GP Plouay 2022, ihr bislang einziger in der WorldTour. In der erstmals ausgetragenen Tour de France Femmes 2022 wurde sie Zehnte, nachdem sie auf der 4. Etappe mit ihrem eigenen Mannschaftswagen zusammengestoßen war und mehrere Minuten verloren hatte. 2023, inzwischen für Liv Racing Teqfind fahrend, musste sie die Tour krankheitsbedingt aufgeben. Ihr Team fusionierte am Ende der Saison mit Jayco AlUla, García erhielt einen neuen Zweijahresvertrag.
2024 wurde sie Dritte bei der UAE Tour und gewann die Vuelta Andalucía, musste das oberste Treppchen bei den Landesmeisterschaften jedoch Mireia Benito (Einzelzeitfahren) bzw. Usoa Ostolaza (Straßenrennen) überlassen. Nachdem sie bereits 2021 im olympischen Straßenrennen Zwölfte geworden war, kam sie 2024 bei ihrer zweiten Olympia-Teilnahme auf den sechsten Platz. 
Mit ihrem Erfolg auf der 2. Etappe der Tour de France Femmes 2025 wurde Garcia mit 41 Jahren und 207 Tagen zur ältesten Etappensiegerin in der Geschichte der Rundfahrt.

## Erfolge
2016
- Spanische Meisterin – Straßenrennen
- Gesamtwertung, eine Etappe, Bergwertung und Punktewertung Vuelta a Burgos Feminas

2018
- Spanische Meisterin – Einzelzeitfahren

2019
- Bergwertung Tour de Yorkshire
- Bergwertung Tour Cycliste Féminin International de l’Ardèche

2020
- Spanische Meisterin – Straßenrennen
- Spanische Meisterin – Einzelzeitfahren
- zwei Etappen Tour Cycliste Féminin International de l’Ardèche

2021
- Spanische Meisterin – Straßenrennen
- Spanische Meisterin – Einzelzeitfahren
- Giro dell’Emilia Donne

2022
- Bergwertung Andalusien-Rundfahrt
- eine Etappe Vuelta a Burgos Feminas
- Spanische Meisterin – Straßenrennen
- Spanische Meisterin – Einzelzeitfahren
- Grand Prix de Plouay-Bretagne

2023
- Spanische Meisterin – Straßenrennen

2024
- Gesamtwertung, eine Etappe und Punktewertung Vuelta Andalucía

2025
- eine Etappe Tour de France Femmes